# Stereomastis
Stereomastis is een geslacht van kreeftachtigen uit de klasse van de Malacostraca (hogere kreeftachtigen).

## Soorten
- Stereomastis aculeata (Galil, 2000)
- Stereomastis alis (Ahyong & Galil, 2006)
- Stereomastis artuzi Artüz, Kubanç & Kubanç, 2014
- Stereomastis auriculata (Bate, 1878)
- Stereomastis cerata (Alcock, 1894)
- Stereomastis evexa (Galil, 2000)
- Stereomastis galil (Ahyong & Brown, 2002)
- Stereomastis helleri (Bate, 1878)
- Stereomastis nana (Smith, 1884)
- Stereomastis pacifica (Faxon, 1893)
- Stereomastis panglao Ahyong & Chan, 2008
- Stereomastis phosphorus (Alcock, 1894)
- Stereomastis polita (Galil, 2000)
- Stereomastis sculpta (Smith, 1880)
- Stereomastis suhmi (Bate, 1878)
- Stereomastis surda (Galil, 2000)
- Stereomastis talismani (Bouvier, 1917)
- Stereomastis trispinosa (de Man, 1905)